# Бугге, Анна
Анна Бугге (швед. Anna Kristine Margrete Bugge Wicksell, 17 ноября 1862 — 19 февраля 1928) — норвежская и шведская феминистка, юрист, дипломат и политик.

## Биография
Анна Бугге родилась в Эгерсунне 17 ноября 1862 года; она росла в семье, в которой придерживались мнения о необходимости независимости Норвегии от Швеции.
В 1886 году Анна окончила школу в Кристиании, затем училась в Уппсальском университете, получив степень бакалавра по латыни, французскому и английскому языкам. Затем она продолжила обучение, решив стать юристом.

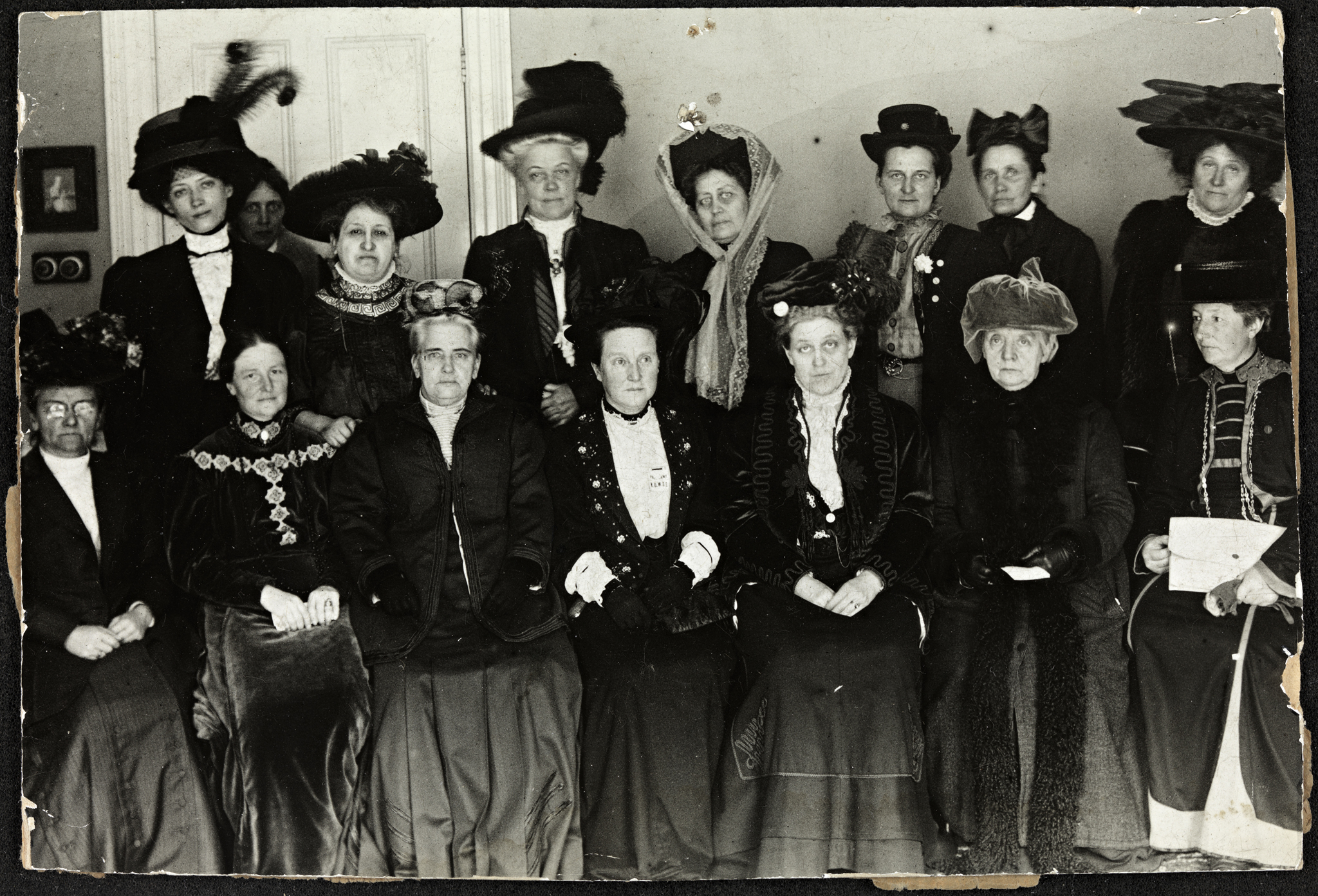
Конгресс Альянса за избирательное право под председательством Фосетт, Лондон, 1909 год. Верхний ряд слева: Даугор, Тора (Дания), Квам, Луиза (Норвегия), Алетта Якобс (Нидерланды), Энни Фурухьельм (Финляндия), Мадам Мирович (Россия), Кейт Ширмахер (Германия), Хонеггер, Клара (Швейцария), не идентифицирована. Нижний ряд слева: не идентифицирована, Анна Бугге (Швеция), Шоу, Анна Говард (США), Миллисент Фосетт (Председатель, Англия), Керри Чапмен Кэтт (США), Квам, Фредрикка Мари (Норвегия), Анита Аугспург (Германия).

Уже с юности Анна прониклась идеями женского равноправия и была одной из основательниц Norsk kvinnesaksforening («Норвежской ассоциации за женские права») и Kvinnestemmeretsforeningen («Норвежского общества за женские избирательные права»). Анна Бугге в 1888 году познакомилась с Кнутом Викселлем, а в 1889 году стала его гражданской женой — прожив вместе почти три десятилетия, они так и не оформили свой брак официально. В 1890—1900 гг. семья жила в Стокгольме и Уппсале, затем переехала в Лунд. В 1890 году у них родился сын Свен, в 1893 — сын Финн, который погиб в 1913 году. в результате несчастного случая. Они воспитывали племянника Анны — её сестра умерла во время родов.
Анна некоторое время была домохозяйкой, чтобы Кнут мог завершить учёбу, помогала ему с корректурой его работ. Она всё шире вовлекалась в женское политическое движение, участвовала в публичных выступлениях, писала статьи, ей доверяли ответственные должности в общественных женских организациях. В 1903 году в Лунде она стала одной из инициаторов создания ассоциации избирательных прав женщин, в которой работала председателем и заместителем председателя. Несколько лет была заместителем председателя организации Landsföreningen för kvinnans politiska rösträtt («Национальной Ассоциации за избирательное право женщин»). Анна также много путешествовала, читала образовательные курсы, выступала с речами и была активным участником конгрессов по избирательному праву женщин.
Вернувшись к учёбе, Анна в 1911 году получив юридическое образование, хотя официально юристом она не работала. В том же году она стала шведской подданной. В 1913—1918 гг. она входила в городской совет Лунда. В годы Первой мировой войны она вместе с Эмилией Бруме входила в Sveriges Kvinnliga Fredsförening («Шведскую женскую ассоциацию мира»).
В 1920 году Анна была выбрана делегатом от Швеции в Лигу Наций в Женеве. Она была одной из трёх женщин-делегатов, и все они были из Скандинавии. Анна стала также единственной женщиной, выбранной членом мандатной комиссии при поддержке женскими организациями Европы и США.
Анна Бугге умерла 19 февраля 1928 года в Стокгольме и была похоронена на кладбище Норра в Сольне.